# Karl Saurer

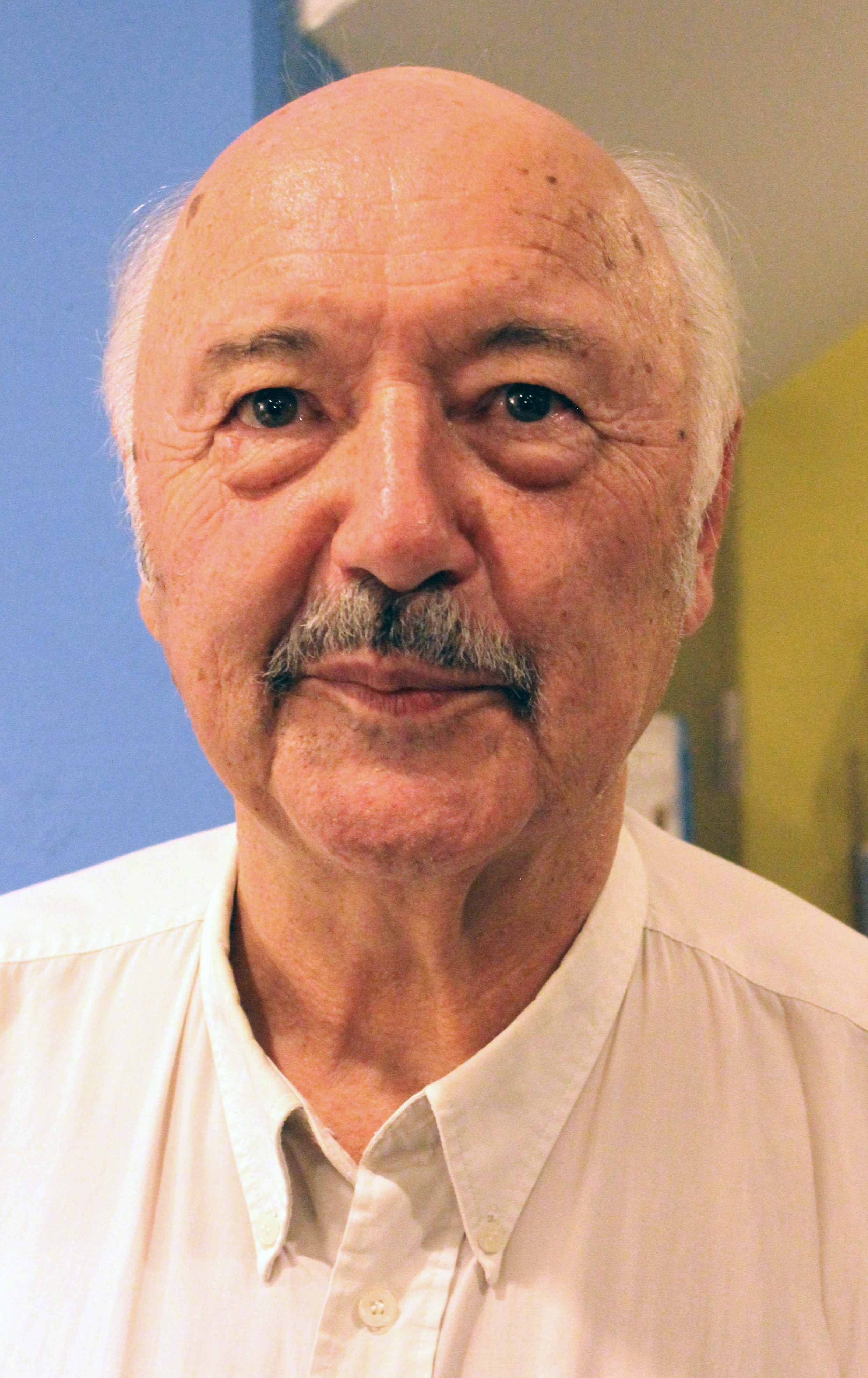
Karl Saurer (2015)

Karl Saurer (* 16. Juli 1943 in Einsiedeln; † 12. März 2020 ebenda) war ein Schweizer Filmemacher, Regisseur, Autor und Filmproduzent.

## Leben
Karl Saurer wuchs in Einsiedeln auf und besuchte nach der obligatorischen Volksschule das Lehrerseminar in  Rickenbach. Nach zwei Jahren als Primarlehrer in Feusisberg ging er an die Universität Zürich, wo er mit dem Studium begann. Im Jahr 1968 studierte Karl Saurer Theaterwissenschaft an der Ludwig-Maximilians-Universität München. Nach einer weiteren Zwischenstation in Köln schloss er seine Studien mit dem Magister Artium in Medien- und Literaturwissenschaft sowie Psychologie ab. Schon während des Studiums schrieb Karl Saurer Film- und Theaterkritiken für Tageszeitungen und Filmzeitschriften, in Deutschland und der Schweiz. 
Mit Erwin Keusch drehte Karl Saurer Das kleine Welttheater, seinen ersten Film. Es ist eine Dokumentation über ein Strassentheater. 1970 wurde der Film an den Solothurner Filmtagen gezeigt. Anschliessend arbeiteten Saurer und Keusch zusammen mit Gerhard Camenzind und Hannes Meier am neuen Jugendmagazin Die Kehrseite beim Schweizer Fernsehen. Es waren sechs Beiträge geplant. Der erste Beitrag mit dem Titel Ruhe, eine ironische Beleuchtung der gesellschaftlichen Strukturen, wurde nicht gesendet und das ganze Projekt, ohne Diskussion mit den Machern, von der Fernsehdirektion abgebrochen. Als Replik produzierten die Jungfilmer den Film Es drängen sich keine Massnahmen auf - oder Selbstzensur ist besser, der wiederum an den Solothurner Filmtagen 1973 gezeigt wurde und zu Auseinandersetzungen mit der Direktion des Schweizer Fernsehens führte. In der Folge wurde der Beitrag auch an den Internationalen Kurzfilmtage in Oberhausen vorgeführt.
Karl Saurer war von 1980 bis 1984 Studienleiter und Dozent an der Deutschen Film- und Fernsehakademie DFFB in Berlin und war zuständig für das DFFB-Forum mit Gästen wie Joris Ivens, Johan van der Keuken, Alexander Mitta, István Szabó und Andrej Tarkowskij.
Nach 1985 arbeitete Saurer für verschiedene Lehranstalten und Festivals, war als Redner bei Seminaren und bei Filmtourneen in Afrika, Indien und den USA anzutreffen. Immer wieder kehrte er nach Einsiedeln zurück, wo er mit einem Filmprojekt über den Bau des Sihlsee-Staudamms begann. Die Begegnung mit Elena Fischli bewog ihn dazu, seinen Lebensmittelpunkt wieder in Einsiedeln zu sehen. Mit seiner Lebenspartnerin als Drehbuchautorin realisierte er in der Folge die meisten seiner Filmprojekte. 1993 fand der Film Der Traum vom grossen blauen Wasser. Fragmente und Fundstücke einer Hochtal-Geschichte über den Bau des Sihlsee-Staudamms seine Vollendung. 
Das Fresko eines Asiatischen Elefanten an einem Hotel in Brixen brachte Karl Saurer dazu, sich mit den Anfängen des europäischen Kolonialismus und den Aspekten der Migrationsproblematik zu beschäftigen. Es inspirierte ihn zum Film Rajas Reise. Für diesen Film reiste Saurer mehrmals nach Indien und arbeitete dort mit einheimischen Filmtechnikern. Auch Saurers letzter Film Ahimsa – Die Stärke von Gewaltfreiheit entstand in Indien und handelt von der indischen Basisbewegung Ekta Parishad, die den Kastenlosen eine Stimme gibt, weil sie auch ein Recht auf Menschenwürde haben.
Karl Saurer lebte mit seiner Lebensgefährtin Elena Fischli an seinem Geburtsort Einsiedeln und verstarb am 12. März 2020 an einem Herzinfarkt. Einen Film über den ebenfalls im Bezirk Einsiedeln geborenen Arzt und Alchemisten Paracelsus, an dem er schon zwei Jahre gearbeitet hatte, konnte er nicht mehr vollenden.

„Karl Saurer hat seine Themen nie gesucht, sie sind ihm auch nicht einfach zugefallen. Sie sind ihm einfach begegnet und es scheint für ihn jeweils eine innere Notwendigkeit gegeben zu haben, diese Themen aufzugreifen und filmisch umzusetzen. Es gelingt ihm dabei immer wieder vorzüglich, Filme poetisch und dialektisch so zu gestalten, dass sich beim Betrachten der Blick, der Horizont, öffnet und wir Raum erhalten für eigenes Erkennen, Nachdenken und Fragen.“

## Filme (Auswahl)
- 2012: Ahimsa (Produktion, Regie, Drehbuch zusammen mit Elena M. Fischli)[2]
- 2007: Rajas Reise (Produktion, Regie, Drehbuch zusammen mit Elena M. Fischli)[2]
- 1997: Steinauer Nebraska (Regie, Drehbuch zusammen mit Elena M. Fischli)
- 1993: Der Traum vom grossen blauen Wasser (Regie, Drehbuch zusammen mit Elena M. Fischli)
- 1992: Kebab & Rosoli (Regie, Drehbuch zusammen mit Elena M. Fischli)
- 1991: Holz schlaïke mid Ross
- 1982: Der Hunger, der Koch und das Paradies
- 1982: Das Unbehagen an der Vergangenheit
- 1976: Das Brot des Bäckers (Drehbuch)
- 1975: Kaiseraugst
- 1975: Tatort Luzern oder wem gehören unsere Städte?
- 1973: Es drängen sich keine Massnahmen auf
- 1972: Ruhe
- 1970: Das Kleine Welttheater

## Auszeichnungen
- 2018: Kulturpreis des Kantons Schwyz